# Charlton Comics
Vous lisez un « bon article » labellisé en 2016.
Pour les articles homonymes, voir Charlton.
Charlton Comics est une maison d'édition de comics créée en 1946 par John Santangelo senior et Ed Levy alors propriétaires d'une société d'édition, Charlton Publications, plutôt spécialisée dans des revues musicales. Voulant profiter du succès des comics les deux associés décident donc d'en publier et cherchent la plus grande rentabilité. Cela passe par l'utilisation d'une presse d'occasion qui avait servi auparavant à imprimer des boîtes de céréales et qui sera la même jusqu'à la disparition de l'entreprise, par le rachat de sociétés d'édition en difficulté financière qui permet de récupérer des histoires non-publiées et par le versement des salaires les plus bas de l'industrie du comics. Charlton Comics fut aussi la seule parmi les compagnies de comic book à contrôler tous les aspects de sa compagnie, de l'éditorial à la distribution en passant par l'impression, plutôt que de déléguer une partie des tâches à une société extérieure comme le faisait la plupart des autres éditeurs, et ce sous un seul toit, dans son quartier général à Derby. De nombreux jeunes auteurs comme Roy Thomas ou John Byrne y débutèrent, et purent y côtoyer des artistes plus confirmés comme Steve Ditko ou Dick Giordano.
Au cours des quarante années de son existence, Charlton Comics publia des séries de comics dans quasiment tous les genres afin de répondre aux attentes du public. S'y retrouvent ainsi des comics policiers, de la science-fiction, du western, de l'horreur, des comics de guerre, de la romance, des séries animalières humoristiques (funny animal) et des super-héros. Bien que ce ne fut jamais un élément important dans la politique éditoriale, ces comics de super-héros ont cependant laissé une trace dans l'histoire des comics puisque la plupart d'entre eux inspirèrent les personnages des Watchmen d'Alan Moore puis furent repris par DC Comics qui les intégra dans son univers. Ces choix d'économies et d'absence de politique éditoriale marquée finit par avoir raison de la société qui disparaît en 1986. 

## Histoire

### Débuts

#### Charlton Publications et premiers titres
En 1935, John Santangelo senior et Ed Levy créent la société Charlton Publications qui publie dans un premier temps des partitions de musique populaire. Ils cherchent bientôt à se diversifier
En 1944, voyant que ce marché est florissant, ils décident de se lancer dans l'édition de comics. Le premier publié apparaît avec comme nom d'éditeur Frank Comunale Publishing et s'intitule Yellowjacket Comics, le second s'appelle Zoo Funnies et cette fois le nom qui apparaît comme éditeur est Children’s Comics Publishers.
En mars 1946, le nom Charlton Comics apparaît enfin, sur le premier numéro de Marvels of Science mais il n'est généralisé qu'au milieu des années 1950. 

Dans un premier temps le nombre de comics édité est faible, mais à partir de 1951 il augmente et ce dans plusieurs genres tels que le western, les animaux humoristiques, la romance, l'horreur avec le titre The Thing !, le policier et la science fiction.De 1946 à 1953, 191 comics sont publiés, ce qui fait de Charlton un des plus petits éditeurs de comics de l'époque.

#### Rachats et développement
Dans les années 1950, la crise que subissent les comics après la création du Comics Code et la disparition de la société de distribution American News Company amènent de nombreux éditeurs à mettre la clef sous la porte. Charlton en profite pour engager de nombreux artistes au chômage et rachète les droits de séries de romance, de western ou d'horreur à des éditeurs en faillite comme Superior Comics, Mainline Publications, Toby Press ou St. John. 
Par ailleurs, en 1954, Charlton acquiert plusieurs séries, telles que Six-Gun Heroes ou Fawcett's Funny Animals, de Fawcett Publications, qui fermait sa branche Fawcett Comics, ce qui fait que des 23 séries publiées par Charlton en 1954, ce sont des comics rachetés à Fawcett. 
Lors de la liquidation de Fox Feature Syndicate qui distribuait entre autres le comic strips Blue Beetle, Charlton achète les droits sur les  personnages que possédait cette société. Malgré plusieurs tentatives pour relancer le personnage de Blue Beetle dans des séries de comics, toutes sont des échecs et aucune des trois ne dépasse le numéro 5. D'ailleurs c'est une des caractéristiques de Charlton à cette époque : quasiment aucune série ne dépasse les quatre numéros. 
En 1956, 68 séries sont publiées. mais le total des comics de cette année est de 168 ; cela montre que la plupart des séries sont rapidement abandonnées.

#### Nouvelles séries, nouveaux auteurs
La société produit ensuite des comics inspirés de personnages ou de séries existant comme My Little Margie tiré d'une sitcom, Brenda Starr, Reporter, comic strip créé par Dale Messick ou Tales of the Mysterious Traveler qui était alors une série radiophonique. Par ailleurs, à cette même époque, les difficultés de distribution que connaît Atlas Comics, plus connu sous le nom de Marvel Comics qu'elle prendra plus tard, poussent de nombreux artistes à quitter cette maison d'édition et Charlton, grâce à Dick Giordano, en engage plusieurs comme Wally Wood, John Severin ou John Buscema. Cependant, comme la paie est très faible, leur production n'est pas à la hauteur de leur talent et, dès qu'ils le peuvent, ils quittent Charlton pour des éditeurs qui offrent un meilleur salaire.

### Âge d'argent

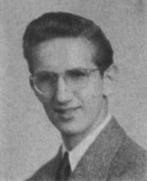
Steve Ditko en 1945 à l'université de Johnstown, Pennsylvanie

#### Premiers super-héros
Quelques années après la crise du milieu des années 1950, les éditeurs qui, à l'exception notable de Dell Comics, ont connu d'importantes difficultés, relèvent la tête grâce surtout à DC Comics qui relance la mode des super-héros. En effet, dès la fin de la Seconde Guerre mondiale les comics de super-héros voient leurs ventes se réduire au point que la majeure partie d'entre eux disparaît et est remplacée par les comics policiers, les romance comics et les comics d'horreur. Lorsque ces genres disparaissent ou, dans le cas des comics de romance, connaissent une chute importante des ventes, Julius Schwartz, éditeur chez DC Comics, décide de recréer les personnages emblématiques de la maison d'édition qui avaient été abandonnés durant les années 1950. Cette décision remet les super-héros à la mode et rapidement les éditeurs suivent le mouvement. Charlton compte parmi ces éditeurs décidés à se lancer dans la nouvelle aventure des comics de super-héros et en 1960 est lancé Captain Atom de Joe Gill au scénario et Steve Ditko au dessin ainsi que Nature Boy de Jerry Siegel, le créateur de Superman, et John Buscema.

#### Action Heroes
En 1965, Dick Giordano, nommé directeur éditorial, décide de créer une collection de comics de ce genre intitulée Action Heroes (en). 
En 1965, création de Judomaster (en) par Frank McLaughlin
En 1966, publication de The Peacemaker de Joe Gill au scénario et Pat Boyette au dessin, Nightshade de Dave Kaler et Steve Ditko et Peter Cannon...Thunderbolt de Pete Morisi,
En juin 1967, Charlton sort un comics mettant en avant Blue Beetle recréé par Steve Ditko. Celui-ci avait quitté Charlton pour Marvel Comics et y avait dessiné les aventures de Spider-Man et de Docteur Strange, mais était depuis revenu chez Charlton pour lequel il avait repris Captain Atom.
Dans Blue Beetle apparaît aussi pour la première fois The Question créé par Ditko. 
Tous ces personnages appartiennent à une même collection, mais l'aventure ne dure pas longtemps et, en novembre 1967, ces comics de super-héros sont abandonnés. Si cette tentative est un échec, elle illustre bien les difficultés de Charlton à publier des œuvres qui puissent toucher un public. 
En 1967, 13 des 15 comics ayant les plus mauvaises ventes sont édités par Charlton. Plusieurs artistes quittent alors la société pour Marvel ou DC Comics qui sont les chefs de file du renouveau des super-héros.
Pour remplacer ces séries, Charlton reprend les séries publiées par King Comics, filiale éphémère de King Features Syndicate qui cesse ses activités après une seule année d'existence. Ainsi Charlton publie les adaptations de Flash Gordon, Popeye, The Phantom, Blondie, Jungle Jim et Beetle Bailey. D'autres séries diffusées par King Features, Hi and Lois et Barney Google & Snuffy Smith, font aussi l'objet d'adaptations dès l'année suivante.

### Années 1970 et 1980

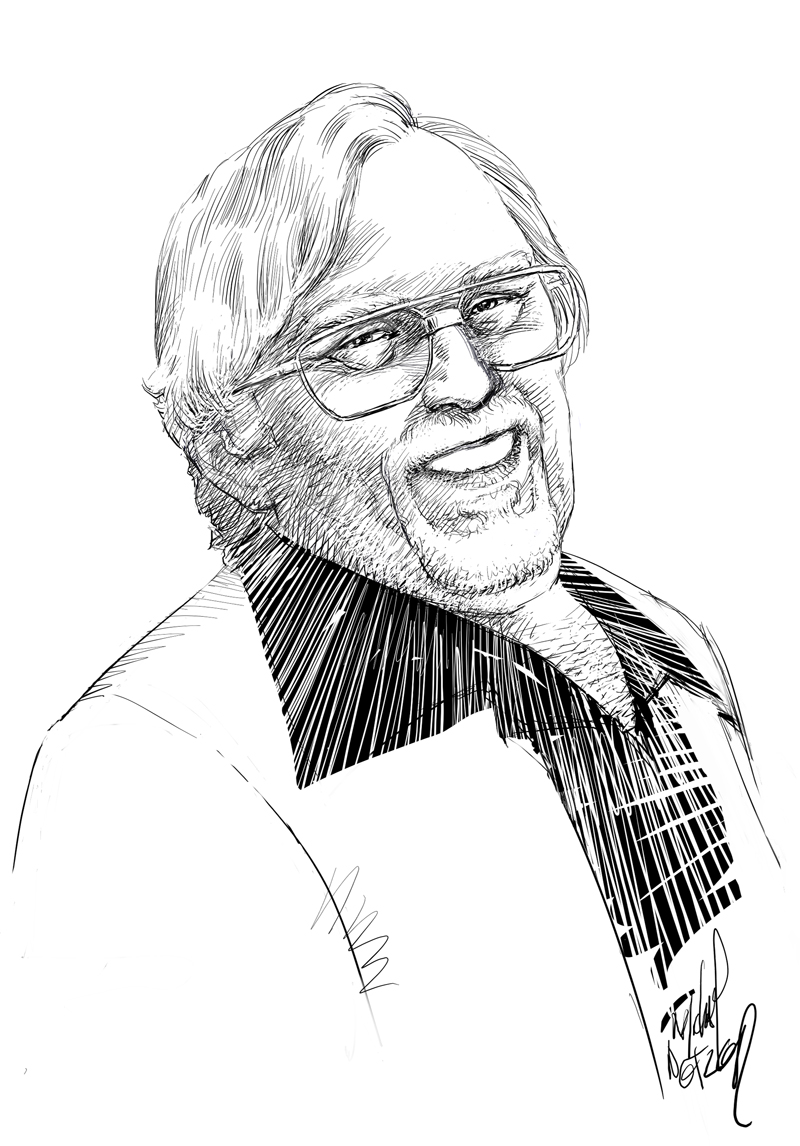
Portrait de Dick Giordano par Michael Netzer

En 1970, Gold Key Comics perd les droits d'adaptation des dessins animés de Hanna-Barbera qui sont repris par Charlton. D'autres séries d'animation mineures sont aussi adaptées pour quelques numéros comme Underdog ou The Rocky and Bullwinkle Show. Durant toute cette période, Charlton toujours aussi avare pour payer ses auteurs est cependant considéré comme un bon tremplin pour les jeunes artistes qui veulent se faire remarquer avant d'être appelés par les éditeurs plus importants. C'est ainsi que Denny O'Neil, Joe Staton ou encore John Byrne débutent chez Charlton. John Byrne fait alors partie du « CPL Gang » qui est un groupe d'amis, avec entre autres Bob Layton et Roger Stern, passionné de comics et qui édite un fanzine intitulé Contemporary Pictorial Literature. Stern et Layton entrent en contact avec Charlton Comics qui souhaite à cette date relancer une ligne de comics de super-héros et toucher un nouveau public avec de jeunes auteurs. Charlton permet alors au CPL d'éditer un nouveau fanzine nommé Charlton Bullseye dans lequel sont publiées des histoires anciennes restées inédites (comme la dernière histoire de Captain Atom) et cela amène certains membres du CPL, comme Layton qui encre ainsi ses premières planches, à travailler pour Charlton.
Cependant la tentative de Charlton pour relancer des séries de super-héros est encore une fois un échec. La situation financière de l'entreprise devient difficile et à partir de 1978 aucune création nouvelle n'est proposée. Les comics édités ne sont alors que des rééditions. De plus, la qualité d'impression, qui n'avait jamais été le point fort de l'entreprise, empire alors que la presse qui était utilisée depuis les origines de la société montre des signes d'usure. Avec l'apparition des magasins spécialisés, le mode de diffusion des comics se transforme, mais Charlton ne parvient pas à s'adapter à ces évolutions. Au début des années 1980, par deux fois, Charlton cesse de produire des comics et en 1983, les personnages Action Heroes sont rachetés par DC Comics, pour un peu plus de 30 000 dollars sur une décision de Paul Levitz, vice-président exécutif, comme cadeau pour Dick Giordano, rédacteur en chef de DC à l'époque et qui avait été à l'origine de ces personnages. Cette vente ne suffit cependant pas à redresser les comptes de Charlton Comics qui cesse toutes ses activités en 1986.

## Politique éditoriale

### Al Fago responsable éditorial
John Santangelo et Edward Levy, les fondateurs de Charlton Publications portent une très grande attention à limiter les coûts de leurs productions. Pour cela, ils décident que leur société sera présente à tous les stades de la production de leurs magazines. Ils installent leur société à Derby et l'organisent pour que l'édition, l'impression et la diffusion soient rassemblées dans ce seul lieu. En 1945, Charlton Publications se lance dans l'édition de comics, mais il faut attendre 1951 pour que le processus complet d'édition de ceux-ci soit réalisé aussi à Derby. Auparavant, les artistes travaillaient en indépendant et le responsable éditorial Al Fago demeurait à Long Island. Charlton Comics est donc installé à Derby où Al Fago a maintenant son bureau et les auteurs deviennent des salariés de l'entreprise. Le salaire est dès l'origine très bas et un artiste travaillant pour la Charlton doit se contenter de la moitié de la paie que donnent les autres éditeurs. À titre de comparaison, il faut savoir que dans les années 1950, les salaires perçus par les scénaristes et les dessinateurs sont proches et oscillent entre 5 et 10 $ la planche.
En 1955, un ouragan balaie le Connecticut et les états frontaliers. Les bâtiments de la Charlton se retrouvent sous les eaux. Après le reflux, John Santangelo annonce que pour pouvoir survivre la société doit diminuer les salaires et ceux des artistes est divisé par deux.

### Pat Masulli et Dick Giordano
Al Fago quitte Charlton au milieu des années 1950 et est remplacé par son assistant Pat Masulli. Sous sa direction éditoriale, la production de comics se maintient à un rythme de croisière en suivant les attentes du public et en ne proposant rien d'original, ni de marquant par le dessin ou le scénario. En effet, bien que des artistes tels que Dick Giordano, John D'Agostino, Charles Nicholas ou Steve Ditko (à côté de dessinateurs plus secondaires comme Rocco Mastroserio, Sal Trapani, Vincent Alascia et Bill Molno) travaillent régulièrement pour Charlton, aucun ne crée d'œuvres mémorables. Les scénarios, qui sont quasiment tous de Joe Gill ne valent guère mieux. L'accueil d'artistes venus d'Atlas Comics en 1957, grâce à l'action de Dick Giordano, alors assistant de Pat Masulli, ne change rien à la médiocrité de l'offre éditoriale. Lorsque Pat Masulli est nommé directeur général de Charlton Publications, la maison mère de Charlton Comics, Dick Giordano le remplace  et l'une de ses premières décisions est de développer une ligne de comics de super-héros appelée The Action Heroes. Giordano, bien qu'il reste peu de temps à ce poste, apporte à Charlton une réelle politique éditoriale en engageant des artistes talentueux comme Denny O'Neil ou Steve Skeates. Ceux-ci bien que la paie soit toujours bien plus faible que chez les concurrents, donnent toute la mesure de leur talent poussés par Giordano qui, artiste lui-même, sait les conseiller au mieux sans restreindre leur indépendance créatrice. Lorsque Giordano quitte Charlton pour DC où il trouve un poste de responsable éditorial, il emmène avec lui les auteurs dont il a gagné la confiance. Le vide laissé par ce départ important, doublé par celui de Steve Ditko qui est aussi engagé par DC Comics, n'est pas comblé par l'arrivée de Sal Gentile au poste de responsable éditorial. Seul le retour de Ditko permet à quelques comics de sortir du lot.

### George Wildman et John Wren
Dans les années 1970, la place de responsable éditorial est tenue par George Wildman qui est aidé par Nick Cuti jusqu'en 1976 puis par Bill Pearson (en). Sous la direction de ceux-ci, Charlton connaît un renouveau créatif avec l'arrivée d'artiste comme Tom Sutton, John Byrne, Joe Staton, Neal Adams, Don Newton, Mike Zeck ou Gray Morrow. Cependant, la fin des années 1970 est difficile pour Charlton et les responsables de Charlton Publications décident en 1978 de ne plus publier de nouveaux comics et de diffuser seulement des rééditions. De plus, depuis des années, la qualité d'impression était très médiocre car les presses, installées lors de la création de Charlton Comics, s'étaient usées et jamais les propriétaires de l'entreprise n'avaient voulu en changer. Les années 1980 sont celles de la fin de Charlton Comics alors qu'un nouveau responsable éditorial, John Wren tente de relancer la société sans succès et en 1986, Charlton Comics disparaît.

## Séries publiées
De 1945 à 1986, Charlton Comics a édité 380 titres différents dont une partie est constituée de réimpression de titres anciens. De cette production plusieurs titres notables ressortent.

### Créations de l'âge d'or
- Yellowjacket : cinq numéros sont publiés de septembre 1944 à janvier 1945 et cinq autres de décembre 1945 à juin 1946. Le super-héros éponyme est la vedette du magazine. Le comics est renommé à partir du numéro 11 en Jack in the Box qui est un comics animalier humoristique et qui connaît six numéros. Le personnage de Yellowjacket apparaît dans une histoire du numéro 11 mais disparaît dès le numéro suivant. Il ne réapparaît qu'une seule fois dans un comics unique intitulé TNT Comics daté de février 1946. Le comics Jack in the Box, quant à lui, est renommé Tim McCoy Western à partir du numéro 16 daté de 1948[4]. Tim McCoy Western connaît six numéros jusqu'au 21 mais ce comics inspiré par les westerns de Tim McCoy ne dure pas d'autant que l'acteur n'est plus sur les écrans depuis 1942[8].

- Hot Rods and Racing Cars est publié de novembre 1951 à juin 1973. Il connaît 120 numéros et est l'un des premiers comics à mettre en avant les sports automobiles. Le succès de la série amène Charlton à créer de nouveaux titres dans le même genre comme, entre autres, Speed Demons de 1957 à 1958,  Dragstrip Hotrodders de 1963 à 1967 et Speed Buggy de 1975 à 1976[8].

- The Thing! publié de février 1952 à novembre 1954 compte 17 numéros. Ce magazine d'horreur est ensuite remplacé par Blue Beetle qui reprend sa numérotation à partir du numéro 18[1]. Steve Ditko dessine plusieurs histoires dans les six derniers numéros de la série[8]. Ce comics est la cible de critiques virulentes de Fredric Wertham[1], un psychologue pourfendeur des comics supposés nuire à la santé mentale des enfants, et dont les propos joueront un rôle dans la création du Comics Code, l'organe d'auto-censure des sociétés de comics. Après l'instauration du Comics Code les séries d'horreur ne peuvent plus de fait être diffusées et The Thing! ne peut échapper à la règle[24].

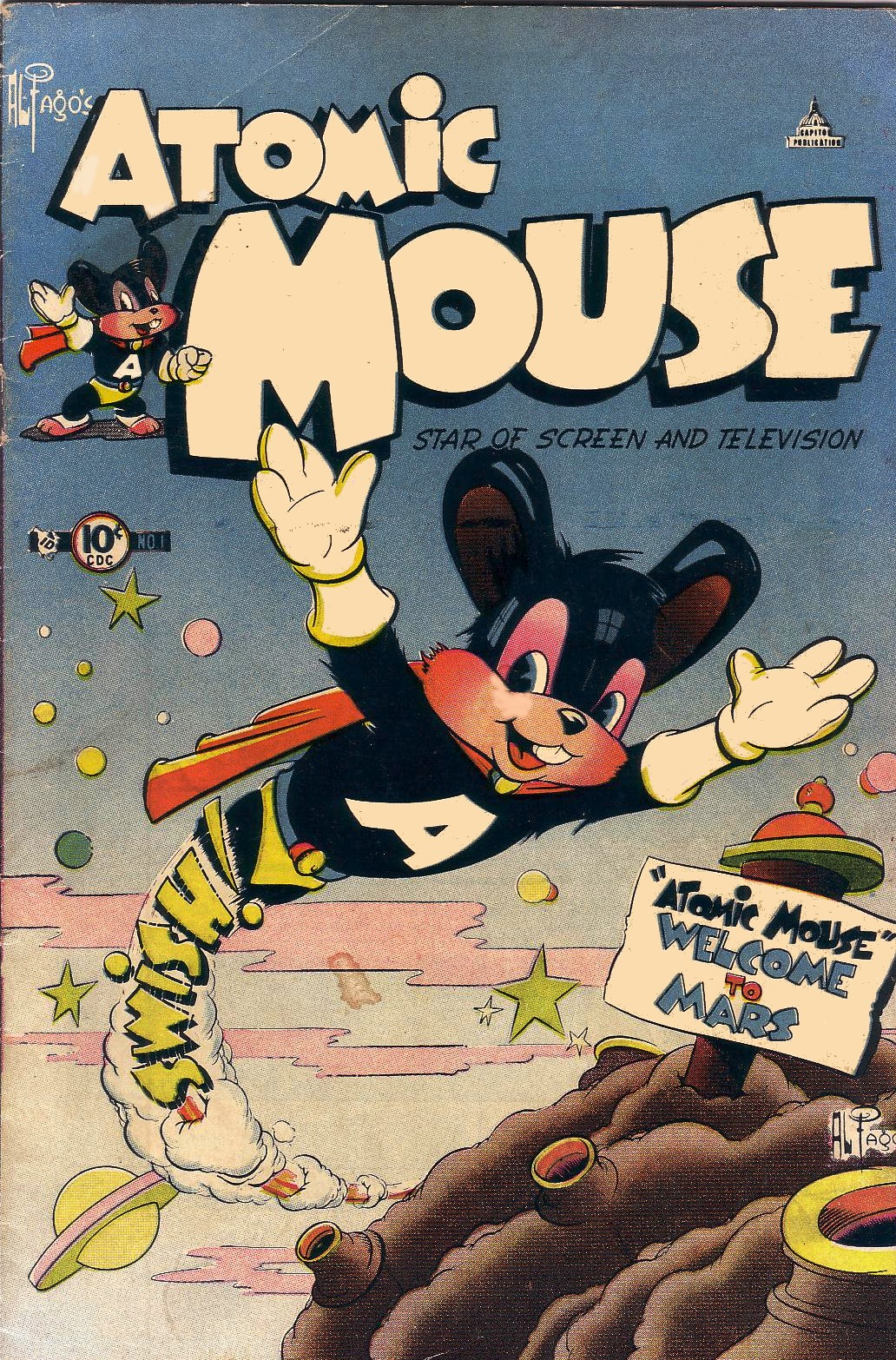
Couverture du premier numéro d'Atomic Mouse publié en mars 1953 par Charlton Comics

- Atomic Mouse publié de mars 1953 à février 1963 compte 52 numéros. Plusieurs épisodes de ce comics ont été par la suite réédités sous le même titre en 1961, 1984 et 1985[23]. Le personnage, une souris dotée de super-pouvoirs créée par Al Fago a été adaptée en dessin animé pour la télévision et le cinéma[25].

- My Little Margie : adaptation de la série télévisée My Little Margie le comics connaît 54 épisodes de juillet 1954 à novembre 1964 et amène la création de deux séries dérivées My Little Margie’s Boyfriends de 1955 à 1958 et My Little Margie’s Fashions en 1959[8].

### Créations de l'âge d'argent

#### Action Hero
- Blue Beetle : à partir de 1953, Charlton Comics se lance dans le comics de super-héros. Le premier à être publié est Blue Beetle dont les droits avaient été rachetés à Fox Feature Syndicate en 1953. En octobre 1954, dans le treizième numéro du comics Space Adventures sont rééditées d'anciennes aventures. En février 1955 sort le numéro 18 du comics Blue Beetle qui reprend la numérotation du comics The Thing! arrêté au numéro 17. Après 4 épisodes, dont seul le dernier est constitué d'histoires originales, la publication de Blue Beetle est suspendue[26] En 1964, Blue Beetle est relancé mais, en 1966, il est tué pour mieux renaître sous la forme d'un héros sans super-pouvoirs mais avec de nombreux gadgets[2].

- Captain Atom : apparu en 1960 dans le numéro 33 de Space Adventures. Il revient au milieu des années 1960 dessiné par Steve Ditko[27]. Blue Beetle et Captain Atom après avoir disparu des kiosques connaissent de nouvelles aventures lorsque Dick Giordano lance la collection Action Hero à laquelle ils sont intégrés. D'autres héros complètent la série :

- The Question : créé par Steve Ditko, il apparaît pour la première fois dans une histoire secondaire du premier numéro du comics Blue Beetle en juin 1967[27]. Dans les numéros suivants, il combat le crime dans des histoires courtes qui complètent l'histoire principale de Blue Beetle, mais en décembre 1967, le comics est arrêté et The Question disparaît quasiment. Il revient dans le comics Mysterious Suspense qui ne connaît qu'un numéro et qui permet à Charlton de publier des épisodes dessinés, mais jamais publiés de séries abandonnées. Dans Blue Beetle 5, il combat au côté du héros éponyme, mais n'a plus sa propre série[18].

- Peter Cannon...Thunderbolt : créé par Pete Morisi[27] le premier numéro est daté de janvier 1966. Le mois suivant, le comics change de numérotation et ce second épisode a sur la couverture le numéro 51. Le comics prend la suite de Son of Vulcan qui s'était arrêté le mois précédent au numéro 50. Peter Cannon est publié régulièrement jusqu'au numéro 60 de novembre 1967 qui est le dernier de la série. Pete Morisi dessine et scénarise la plupart des épisodes, mais les derniers sont de Denny O'Neil et Pat Boyette[28].

- The Peacemaker : créé par Joe Gill et Pat Boyette en 1966, The Peacemaker apparaît pour la première fois dans le numéro 40 de The Fightin' Five dans une histoire complémentaire, The Fightin' Five étant les personnages principaux du comics. Cette situation reste la même dans le numéro 41 mais celui-ci est le dernier de la série. The Peacemaker gagne son propre comics en mars 1967 et les Fightin' Five n'ont droit qu'à une histoire secondaire dans ce comics. Le comics ne connaît que 5 numéros dont le dernier est daté de novembre 1967[14].

- Judomaster : créé par Frank McLaughlin au dessin et peut-être aussi au scénario, bien que des sources indiquent Joe Gill comme scénariste, il apparaît pour la première fois dans le numéro 4 de Special War Series daté de novembre 1965. Ce comics cesse d'être publié et Judomaster est publié dans le numéro 5 de Sarge Steel en décembre 1965. Il a enfin sa propre série qui commence au numéro 89, en mai-juin 1966, en remplacement de  Gunmaster abandonné au numéro 88. Judomaster disparaît des rayons en décembre 1967 avec le numéro 98[13].

- Nightshade : créée par Dave Kaler au scénario et Steve Ditko au dessin[16], elle apparaît d'abord dans des aventures de Captain Atom[27] à partir du numéro 82 daté de septembre 1966. Elle a droit ensuite à ses propres histoires publiées dans le comics Captain Atom, à partir du 87, en remplacement de Blue Beetle. Le dessin est alors assuré par Jim Aparo, mais cette série ne dure pas et elle disparaît, en décembre 1967, lorsque le comics Captain Atom cesse d'être publié[16].

#### Comics de guerre
- The Fightin' Five : créé par Joe Gill au scénario et Bill Montes et Ernie Bache au dessin, le comics publié à partir du numéro 28, daté de juillet 1964 présente les exploits d'un groupe de soldats, luttant contre toutes sortes de menaces. Précédemment, le comics était intitulé Space War. Les personnages sont les héros de leur comics homonyme jusqu'au numéro 41 qui est le dernier de la série. Le mois suivant ils apparaissent dans une histoire secondaire du comics The Peacemaker. Ce titre ne dure que 5 numéros et sa disparition marque la fin des Fightin' Five, bien que des épisodes aient été réimprimés en 1981 et en 1998[29]

- The Iron Corporal : créé par Will Franz au scénario et Sam Glanzman au dessin, ce personnage, dont le vrai nom est Ian Heath, apparaît dans le comics Army War Heroes numéro 22 daté de novembre 1967 et y reste jusqu'à la fin du comics en juin 1970 (numéro 38)[30].

Charlton durant la période de l'âge d'argent publie bien d'autres comics de guerre comme Fightin' Army, dans lequel se trouve la série The Lonely War of Capt. Willy Schultz de Will Franz, The Devil's Brigade de Franz et Glanzman qui sont souvent militaristes. Ce choix éditorial se révèle au début des années 1970 moins facilement accepté par les lecteurs et les ventes s'en ressentent.

#### Horreur et fantastique
Dès l'âge d'or, Charlton publie des comics d'horreur dont le plus célèbre est The Thing!. L'instauration du comics code aurait pu causer l'arrêt définitif des comics fantastiques mais Charlton, malgré cet organisme de censure, maintient une ligne de comics de ce genre avec des titres comme Tales of the Mysterious Traveler qui commence en 1956 et cesse de paraître seulement en 1985, Out of this World de 1956 à 1959 et The Many Ghosts of Doctor Graves de 1967 à 1982. De nombreuses histoires sont dessinées par Steve Ditko, mais se retrouvent aussi les noms d'artistes importants, comme Joe Staton, Jim Aparo, Mike Zeck ou John Byrne, faisant leurs premières armes chez Charlton avant de partir pour des éditeurs plus généreux.

#### Western
- The Masked Raider : créé en 1955 par un scénariste inconnu et Mike Sekowsky au dessin, il est le premier cow-boy masqué dont les aventures sont publiées par Charlton. Plusieurs dessinateurs ont travaillé sur ce personnage dont Pete Morisi qui est celui qui a produit le plus d'histoires. Il est difficile de suivre l'historique de publication du personnage, car il est celui dont le comics a le plus changé de titres et de numérotation, mais il est avéré que ses aventures se terminent dans un comics daté de juin 1961[34].

- The Gunmaster : créé par Joe Gill peut-être et Dick Giordano dans le comics Six-Gun Heroes numéro 57, daté de juin 1960, ce western montre un justicier masqué passant de ville en ville pour lutter contre le mal. En septembre 1964, le personnage gagne son propre comics, mais ses aventures continuent aussi dans Six-Gun Heroes. Après quelques mois, les deux comics sont fusionnés en gardant le titre Six-Gun Heroes. En octobre 1967, sort le dernier numéro, le 89[n 1], de ce comics qui devient Judomaster[35].

- Kid Montana : créé en novembre 1957 par Pat Masulli au scénario et Rocco Mastroserio au dessin, il remplace Davy Crockett, Frontier Fighter qui a connu 8 numéros. Le numéro 9 de Kid Montana est donc le premier dans lequel apparaît ce cow-boy justicier. Le comics est publié jusqu'au numéro 50 de mars 1965, date à laquelle les comics de western ont quasiment tous disparu. Kid Montana a été dessiné par Mastroserio, puis par Pete Morisi qui change complètement son apparence en le vieillissant. Bien que le personnage soit toujours nommé kid[n 2]. il est alors assez vieux pour avoir des tempes grisonnantes ce qui en fait un des rares cow-boys de comics qui soit âgé[36].

#### Autres séries
- Sarge Steele : créé en 1964 par Pat Masulli et Joe Gill et dessiné dans un premier temps par Dick Giordano[27] qui laisse rapidement la place à Bill Montes et Ernie Bache. La série comprend dix numéros dont le dernier est daté d'octobre 1967 et met en scène les aventures d'un ancien soldat devenu détective privé après être revenu de la Guerre du Viêt Nam. Pour la première fois dans un comics, un personnage civil est présenté comme un vétéran de cette guerre. Le personnage apparaît aussi dans les pages de Judomaster du numéro 91 au 98. La fin de la ligne de comics de super-héros lancée par Dick Giordano sonne le glas de ce comics d'espionnage[37].

- Son of Vulcan : créé en 1965 par Pat Masulli au scénario et Bill Fraccio et Tony Tallarico au dessin. La série, inspirée de Thor publié par Marvel Comics montre un humain qui grâce à l'aide de Venus et de Vulcain devient un super-héros. Il apparaît dans Mysteries of Unexplored Worlds numéro 46 daté de mai 1965. Le comics est renommé en Son of Vulcan au numéro 49, mais il devient Peter Cannon… Thunderbolt à partir du 51 et le personnage ne connaît plus aucune nouvelle aventure. Sa dernière histoire, publiée dans le numéro 50, est la première écrite par Roy Thomas qui n'était alors encore que fan de comics[38].

### Créations de l'âge de bronze
- E-Man de Nick Cuti et Joe Staton publié de 1973 à 1975. Il raconte l'histoire d'un extra-terrestre constitué d'énergie pure qui prend une apparence humaine et devient un super-héros. Bien que le comics soit très bien accueilli par la critique, les ventes sont insuffisantes[2] et la série ne comporte que 10 numéros, il renaît chez d'autres éditeurs First Comics, Comico et Alpha Productions[39].

- Midnight Tales créé par Wayne Howard est un comics d'horreur publié de décembre 1972 à mai 1976[40] et qui comprend 18 numéros. Les personnages principaux, le professeur Coffin et sa nièce Arachné, sont dans chaque numéro les narrateurs d'histoires fantastiques ayant toutes le même thème. La qualité de la série, dont les scénarios sont le plus souvent de Nick Cuti, jure avec ce qui est publié habituellement par la Charlton[41].

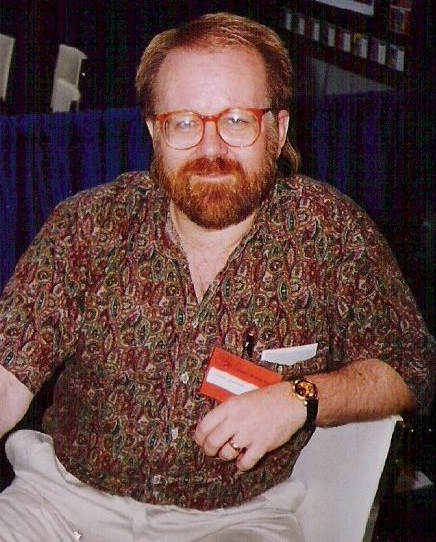
John Byrne, co-créateur de Doomsday + 1

- Yang et House of Yang, le premier créé en 1973 par Joe Gill et Warren Sattler, le second créé en 1975 par Joe Gill et Sanho Kim, sont deux comics qui paraissent lorsque la mode du kung-fu touche les États-Unis au début des années 1970[42]. Yang est inspiré par la série Kung Fu et présente le héros Chung Hui, qui se fait appeler Yang, traversant le Far-West et y combattant l'injustice. La série Yang connaît 13 numéros publiés sur un rythme bimestriel et amène la création de House of Yang, qui dure 6 numéros, et dans lequel le héros est le cousin de Yang[43].

- Doomsday + 1 créé en 1975 par Joe Gill et John Byrne est la première série importante dessinée par Byrne. Ce comics post-apocalyptique dure 6 numéros de juillet 1975 à mai 1976. Deux autres histoires écrites et dessinées par Byrne sont publiées dans le magazine Charlton Bulseye en avril et septembre 1976[44].

## Héritage

### DC Comics

#### Watchmend'Alan Moore
En 1983, Charlton vend la plupart de ses super-héros à DC Comics où Dick Giordano 
est alors directeur éditorial. Alan Moore, en 1985, donne à Giordano un projet de mini-série dont les personnages principaux seraient ces super-héros de Charlton. Malgré le grand intérêt que porte Giordano pour le scénario de Moore, il s'oppose à ce que ces personnages soient utilisés, car DC Comics envisage de les introduire dans ses séries. Comme le projet de Moore a pour point de départ la mort de Peacemaker, il ne peut être question de le garder en l'état. Giordano propose alors à Moore de garder son scénario, mais de créer des nouveaux personnages. Alan Moore suit donc ces conseils en s'inspirant fortement des héros de Charlton Comics. Peacemaker devient le Comédien, The Question Rorschach, Captain Atom Dr Manhattan, Blue Beetle le Hibou, Nightshade le Spectre Soyeux et Peter Cannon...Thunderbolt Ozymandias. La série est un succès et inspire en 2009 un film intitulé Watchmen : Les Gardiens réalisé par Zack Snyder.

#### Univers DC
Les héros acquis de Charlton plutôt que d'être laissé à Alan Moore sont donc intégrés à la gamme principale de super-héros de DC. Le premier à avoir son comics est Blue Beetle qui revient en juin 1986 et qui est suivi de Captain Atom en janvier 1987, The Question en février 1987, Nightshade en mai 1987 dans l'équipe de Suicide Squad, Peacemaker dans une mini-série de janvier 1988 à avril 1988 et Peter Cannon - Thunderbolt en septembre 1992. Depuis, les personnages ont connu des fortunes diverses et si ces premières séries ont toutes été arrêtées, certains ont eu droit à de nouvelles.  Les super-héros Charlton continuent d'exister dans l'univers DC, mais sont souvent transformés. Ainsi, Blue Beetle a un rôle essentiel dans la saga Infinite Crisis où il trouve la mort, mais pour être recréé avec un nouvel avatar nommé Jaime Reyes.  The Question a aussi un rôle important dans la maxi-série 52 et sa mort amène Renee Montoya à prendre sa place. Enfin, Captain Atom gagne une nouvelle série lors de la Renaissance DC.

#### Charlton Neo
En 2015, Paul Kupperberg et d'autres auteurs de comics, décident de relancer Charlton et créent une nouvelle société d'édition nommée Charlton Néo. Comme les droits des super-héros les plus célèbres ont été cédés à DC Comics, Charlton Néo a plus l'intention de publier des histoires mettant en scène des personnages tombés dans le domaine public ou des créations originales.